# Johanna Billing
Johanna Billing (* 1973 in Jönköping) ist eine schwedische Konzeptkünstlerin, die vorwiegend mit dem Medium Video, Performance und Musik arbeitet.

## Leben
Billing studierte von 1994 bis 1999 an der Kunsthochschule Konstfack in Stockholm.
Ihre Werke wurden u. a. angekauft vom MOCA (Los Angeles), vom Musée d’art moderne (Paris) und vom Moderna Museet (Stockholm).
Billing lebt und arbeitet in Stockholm.

## Filme
- Pulheim Jam Session, 25:00 min (loop), 2015
- I’m Gonna Live Anyhow until I Die, 16:29 min (loop), 2012
- I’m Lost Without Your Rhythm, 13:29 min (loop), 2009
- This is How We Walk on the Moon, 27:20 min (loop), 2007
- Another Album, 28:12 min (loop), 2006
- Magical World, 6:12 min (loop), 2005
- Magic and Loss, 16:52 min (loop), 2005
- Look Out!, 5:20 min, 16:52 min (loop), 2003
- You Don’t Love Me Yet, 7:43 min, 2003
- Where She is At, 7:35 min (loop), 2001
- What Else Do You Do?, 5:00 min, 2001
- Missing Out, 3:14 min (loop), 2001
- Project for a Revolution, 3:14 min (loop), 2000
- Graduate Show, 3:20 min, 1999

## Diskographie
- I’m Gonna Live Anyhow Until I Die, LP, Köln: Apparent Extent, 2013 (AE018)[1]
- I’m Lost Without Your Rhythm, LP, München: Apparent Extent, 2009 (AE008)[2]
- This is How We Walk on the Moon, LP, München: Apparent Extent, 2008 (AE006)[3]
- Another Album, LP, London: Hollybush Gardens, 2007
- Original Film Soundtracks, LP, München: Apparent Extent, 2007 (AE004)
- You Don’t Love Me Yet, CD, Stockholm/Helsinki: Index, the Swedish Contemporary Art Foundation / NIFCA, Nordic Institute for Contemporary Art, 2003

## Ausstellungen

### Einzelausstellungen (Auswahl)
- 2008 This Is How We Walk on the Moon, Malmö Konsthall, Schweden.[4]
- 2007: Keep On Doing, Dundee Contemporary Arts, Schottland.[5]
- 2007: Forever Changes, Museum für Gegenwartskunst, Basel.[6]
- 2006: Magical World, P.S.1, New York.[7] Die Ausstellung wurde auch in Bukarest, im Saint Louis Art Museum, in Oslo und in London gezeigt.
- 2001: Where She Is At, Moderna Museet, Stockholm und Oslo Kunsthall, Oslo.[8]

### Teilnahme an Gruppenausstellungen (Auswahl)
- 2008: Here We Dance, Tate Modern, London.[9]
- 2008: Pop! goes the weasel. Badischer Kunstverein, Karlsruhe.[10]
- 2007: documenta 12, Kassel.[11]
- 2007: Held together with Water. MAK, Wien.[12]
- 2006: I (Ich) Performative Ontology. Secession, Wien.[13]
- 2006: Don Quijote. Witte de With, Rotterdam.[14]
- 2005: Johanna Billing & Alan Currall. Display, Prag.[15]
- 2005: 9. Istanbul Biennale, Istanbul.[16]
- 2003: Delays and Revolutions. 50. Kunstbiennale Venedig, Italienischer Pavilion, Venedig.[17]